# Донатова, Анна Владимировна
Анна Владимировна Донатова (род. 14 июля 1970, Ростов-на-Дону) —  российский драматург, сценаристка, театральный менеджер.

## Биография
Окончила мехмат Ростовского государственного университета, училась в аспирантуре РГУ.
Создала собственное рекламное агентство «От Фонаря». Работала заместителем директора Ростовского академического молодёжного театра.
Призёр и финалист международных драматургических конкурсов «Свободный театр» (IV, V, VI), «Премьера.txt» (2009, 2010), «Я-мал, привет!», «Кино без плёнки» (II, III), «Авторская сцена СТД РФ», «Евразия» и других.
До лета 2013 года жила и работала в Ростове-на-Дону. В настоящий момент живёт в родовом поместье «АгудариЯ», под Краснодаром.

## Постановки
- 2013 — «В моей сексуальности виновата кошка» (реж. О. Невмержицкая). Театр «18+», Ростов-на-Дону.[1][2][3]
- 2015 — «Любовь, мечта и бигуди» (реж. О. Зиброва). Театр «18+», Ростов-на-Дону.[4]